# Luz (альбом)
| Оценки критиков | Оценки критиков |
| Источник        | Оценка          |
| --------------- | --------------- |
| Allmusic        | [ 1 ]           |
| Notas Musicais  | [ 2 ]           |

Luz (рус. Свет) — пятый студийный альбом бразильского композитора и певца Джавана. Альбом был выпущен в 1982 году и содержит ставшие хитами песни «Samurai» (с участием Стиви Уандера), «Pétala», «Açaí», «Sina», «Esfinge», «Capim» и «Luz». После выхода альбом получил хорошие оценки критиков, газета O Estado de S. Paulo писала, что он «…несёт то, что и предполагает его название: зарево для ушей и глаз. Несёт, по мнению критиков, нечто более авангардное в бразильскую музыку».

## Список композиций
- Автором всех композиций является Djavan.

| №  | Название   | Длительность |
| -- | ---------- | ------------ |
| 1. | «Pétala ♀» | 4:43         |
| 2. | «Luz»      | 4:08         |
| 3. | «Nobreza»  | 2:28         |
| 4. | «Capim»    | 4:17         |
| 5. | «Sina»     | 5:32         |

| №   | Название       | Длительность |
| --- | -------------- | ------------ |
| 6.  | «Samurai ♀»    | 4:48         |
| 7.  | «Banho de Rio» | 4:36         |
| 8.  | «Açaí»         | 4:38         |
| 9.  | «Esfinge»      | 4:20         |
| 10. | «Minha Irmã»   | 2:08         |

♀ — две композиции из переиздания на CD.

## Участники
- Абрам Лаборель — бас (композиции 1, 2, 5, 6, 7, 8 и 9)
- Сизо Машадо — бас (композиции 3, 4 и 10)
- Харви Мэйсон — ударные (композиции 1, 2, 5, 6 и 9) /
- Тео Лима — ударные (композиции 4, 8 и 10)
- Джаван — гитара (композиции 1, 5, 6, 8 и 9) /
- Пауло Джексон — гитара (композиции 5 и 9)
- Джордж Дэльто — фортепиано (композиции 1, 2, 3, 5, 6, 8 и 9)
- Луис Авеллар — фортепиано (композиции 4 и 10)
- Ронни Фостер — клавишные (композиции 1, 5, 6 и 10)